# Bảo tàng Lịch sử của Thành phố Przemyśl
Bảo tàng Lịch sử của Thành phố Przemyśl (tiếng Ba Lan: Muzeum Historii Miasta Przemyśla) là một bảo tàng tọa lạc tại số 9 Quảng trường chợ, Przemyśl, Ba Lan. Bảo tàng là một chi nhánh của Bảo tàng Quốc gia Vùng đất Przemyśl ở Przemyśl.  

## Lược sử hình thành
Bảo tàng Lịch sử của Thành phố Przemyśl được thành lập vào ngày 23 tháng 5 năm 2005. Bảo tàng nằm trong hai ngôi nhà chung cư lịch sử: chung cư Brzykowska ở số 9 Quảng trường chợ và chung cư ở số 7 Phố Serbańska kết nối với chung cư Brzykowska. Sau Chiến tranh thế giới thứ hai, các ngôi nhà chung cư này được kho bạc nhà nước tiếp quản, và từ năm 1991, thuộc sở hữu của Bảo tàng Przemyśl. Sau khi trùng tu, từ năm 2005, các địa điểm này trở thành trụ sở của Bảo tàng Lịch sử của Thành phố Przemyśl.

## Triển lãm
Bộ sưu tập của Bảo tàng Lịch sử của Thành phố Przemyśl hiện đang có hơn 2.000 hiện vật liên quan đến lịch sử của thành phố. Triển lãm thường trực của Bảo tàng bao gồm:
- Tầng trệt triển lãm những bếp lò theo lối kiến trúc baroque được dựng lại.[2]
- Tầng đầu tiên trưng bày các đồ nội thất của giai cấp tư sản (nhà bếp, phòng ăn, phòng ngủ, phòng khách và văn phòng của chủ nhà) vào cuối thế kỷ 19 và đầu thế kỷ 20.[3]
- Tầng trên nữa dành để triển lãm các tác phẩm nghệ thuật của Marian Stroński.[4][5]